# Падение замка Осака

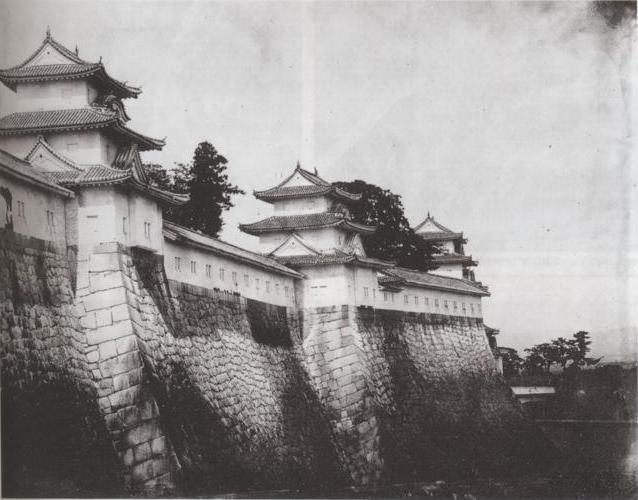
Внешняя крепостная стена замка Осака в 1865 году

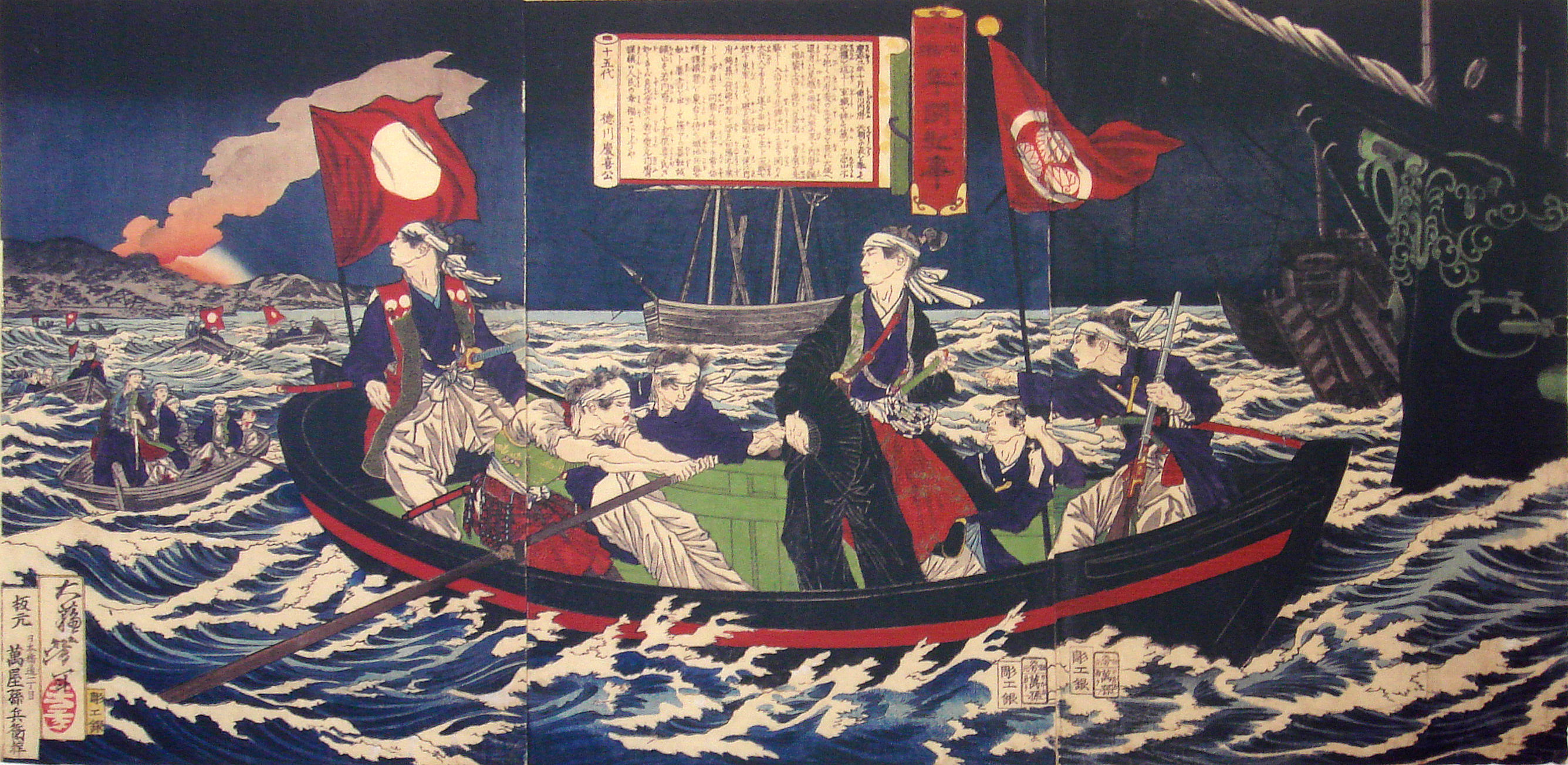
Токугава Ёсинобу отплывает в Эдо, глядя на пылающий на заднем плане Осакский замок. Картина Цукиоки Ёситоси

Падение замка Осака — военно-историческое событие, под которым подразумевают захват замка Осака, являвшегося оплотом рода сёгунов Токугава, проимператорскими силами союза княжеств Сацума и Тёсю 2 февраля 1868 года.
После поражения сил экс-сёгуна в битве при Тоба — Фусими, войска бакуфу попытались перегруппироваться, отступив к Осакскому замку. В самом замке Токугава Ёсинобу собрал своих советников и военачальников для выработки новой стратегии, а также заявил на заседании, что для поднятия боевого духа своих солдат он лично выйдет на поле боя в качестве командира сил бакуфу.
Однако 31 января 1868 года Ёсинобу покинул замок Осака, сопровождаемый даймё ханов Айдзу и Кувана. Он собирался бежать обратно в Эдо на корабле сёгуната «Кайё мару». До прибытия «Кайё мару» последний сёгун из рода Токугава нашёл убежище на борту американского шлюпа «Ирокез», стоявшего на якоре в заливе Осака. «Кайё мару» прибыл на следующий день, на два часа позже намеченного срока, и принял Токугаву и его сопровождающих на борт.
Когда остатки войска узнали, что сёгун бежал, они покинули замок Осака, который впоследствии был сдан имперским силам без сопротивления. Ёсинобу позже утверждал, что был обеспокоен императорской поддержкой действий Сацумы и Тёсю, и после появления парчового знамени Императора над полем боя потерял всякую волю к борьбе. Замок был захвачен и сожжён в воскресенье, 2 февраля 1868 года.
Падение замка Осака было весьма символичным событием, так как эта твердыня столетиями являлась важным символом господства рода Токугава над западной Японией. Его падение под натиском проимператорских сил ознаменовало собой низвержение власти бакуфу и установления прямого правления императора. Кроме того, этот замок было исторически значим для рода Токугава тем, что в ходе Осакской кампании 1615 года под его стенами произошло решающее сражение, результатом которого было установление власти Токугавы Иэясу над Японией более двух веков назад, что и положило началу третьего сёгуната. Новое правительство сожгло замок Осака, он был превращен в руины, а затем был использован в качестве основания для постройки военных казарм.